# Черноухая цветная танагра
Черноухая цветная танагра (лат. Chlorochrysa nitidissima) — вид певчих птиц семейства танагровых, эндемик Колумбии.

## Описание
Черноухая цветная танагра — небольшая (дл 12,5 см) птица с ярким оперением; самцы окрашены несколько ярче самок. Лицо и горло жёлтые, макушка и затылок блестящего зелёного цвета. По обеим сторонам шеи — чёрные полосы («уши»), книзу светлеющие до каштанового цвета. Спинка зеленовато-голубая, у самцов также есть жёлтая «мантия», идущая по спинке от шеи. Крылья и хвост изумрудно-зелёные, нижняя часть тела в основном ярко-голубая с тёмной грудкой и животом, а у самцов также чёрные «штаны». Похожим оперением обладает также желтоголовая танагра, однако последнюю отличают чёрная «маска» и чёрное горло.
Песня — однократные или повторяющиеся свисты, в английской транскрипции передаётся как ceet.

## Ареал и образ жизни
Черноухие цветные танагры — эндемик западных и центрально-северных Анд в Колумбии, где раньше были распространённым видом, но в последнее время встречаются реже. За пределами этого региона наблюдались только дважды после 1951 года, оба раза в центральных Андах — в начале 1990-х городов в региональном парке Укумари (департамент Рисаральда) и в 1999 году в районе Анори (департамент Антьокия). Основная масса сообщений о встречах приходится на департамент Валье-дель-Каука в западных Андах.
Черноухие цветные танагры населяют влажные горные (туманные) леса с обилием мха и местность рядом с ними в субтропическом поясе, в основном на высотах от 1300 до 2400 метров, в западных Андах спускаясь до 900-метровой, а на севере центральных Анд до 1140-метровой высоты. Встречаются также в сформировавшихся вторичных лесах и даже на вырубках, где осталось стоять хотя бы несколько высоких деревьев.
Питаются насекомыми (которых ловят в составе межвидовых птичьих стай) и фруктами.

## Экология
Хотя ареал черноухой цветной танагры сокращается в результате человеческой деятельности (которая расширяется с прокладкой дорог, сделавших доступными для лесозаготовщиков дальние регионы Колумбии), большие леса, пригодные для её обитания ещё сохраняются в национальных парках Фаральонес-де-Кали и Лос-Невадос и в районе горного массива Караманта. Тем не менее вид, ранее бывший очень распространённым, в настоящее время разбит на множество мелких популяций со средней плотностью приблизительно 3,6 особи на квадратный километр, и его общая численность к началу XXI века оценивается в 20 с небольшим тысяч особей. Международная Красная книга характеризует вид как близкий к уязвимому положению.